# باب السويقة
باب السويقة أو باب سويقة هو أحد أبواب مدينة تونس العتيقة. كان يقع قرب حي الحلفاوين المجاور لباب العسل وباب الأقواس، بين باب البنات وباب قرطاجنة من الأسوار الداخلية، وبين باب الخضراء وباب سعدون من الأسوار الخارجية للمدينة العتيقة، وكان قد هُدم عام 1861. وهو حاليًا أيضا أحد الأحياء الشعبية لمدينة تونس نسبة إلى ذلك الباب.

## التسمية
جاءت تسمية باب سويقة من تصغير لكلمة ساقية.
باب سويقة تاريخيا باب الساقية ومدخل لسقي دواب زوار المدينة من التجار وغيرهم وهكذا تحول باب سويقة الى معبر حركي أساسي للوافدين على المدينة.

## معالم
وتوجد فيه العديد من المعالم التاريخية وأهمها على الإطلاق زاوية سيدي محرز وجامع باي محمد وجامع الزرارعية. كما يوجد به المقر العام لنادي الترجي الرياضي التونسي أول نادي تونسي.

## تاريخ
عرف هذا الحي خلال الفترة الاستعمارية بانخراطه في حركة النضال الوطني، وشهد العديد من المظاهرات الشعبية الصاخبة، خاصة وقد كانت توجد به مكاتب العديد من زعماء الحركة الوطنية ومن بينها مكتب المحامي الزعيم الحبيب بورقيبة، وصيدلية بن حمودة، ومكتب المحامي صالح بن يوسف[بحاجة لمصدر].

## تراث
من ناحية أخرى، كان باب سويقة يشهد في شهر رمضان احتفالات  ومواكب عديدة حيث توجد فيه العديد من قاعات السهرات الليلية أو ما يسمى «الكافيشانطا» منها صالة الفتح وغيرها.
كما كانت ولا زالت تقام فيه ملاهي للأطفال خلال شهر رمضان بما يضفي على الأجواء الاحتفالية فيه رونقا خاصا.
وكانت مقهى العباسية من أشهر المقاهي في تونس العاصمة، والجدير بالذكر أنها كانت ملتقى الأدباء والفنانين والرياضيين وأحبائهم.

## معرض الصور

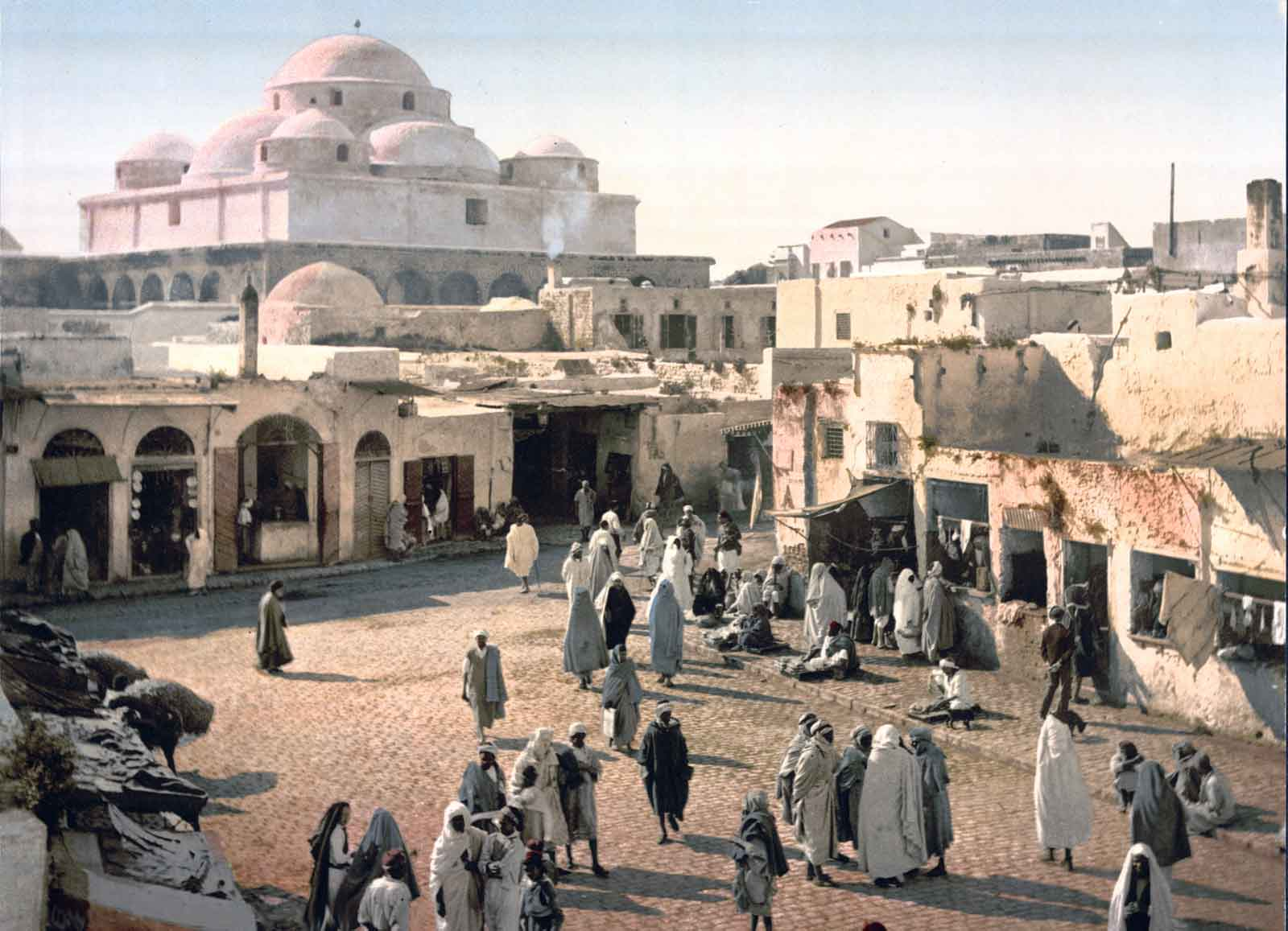
ساحة باب سويقة عام 1890
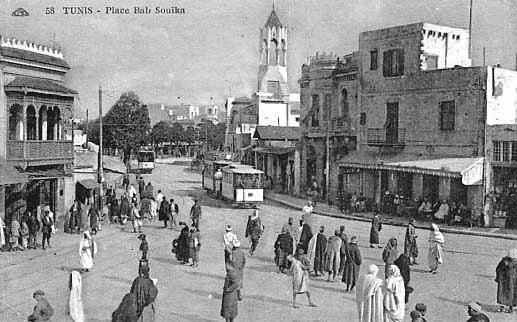
ساحة باب سويقة عام 1900
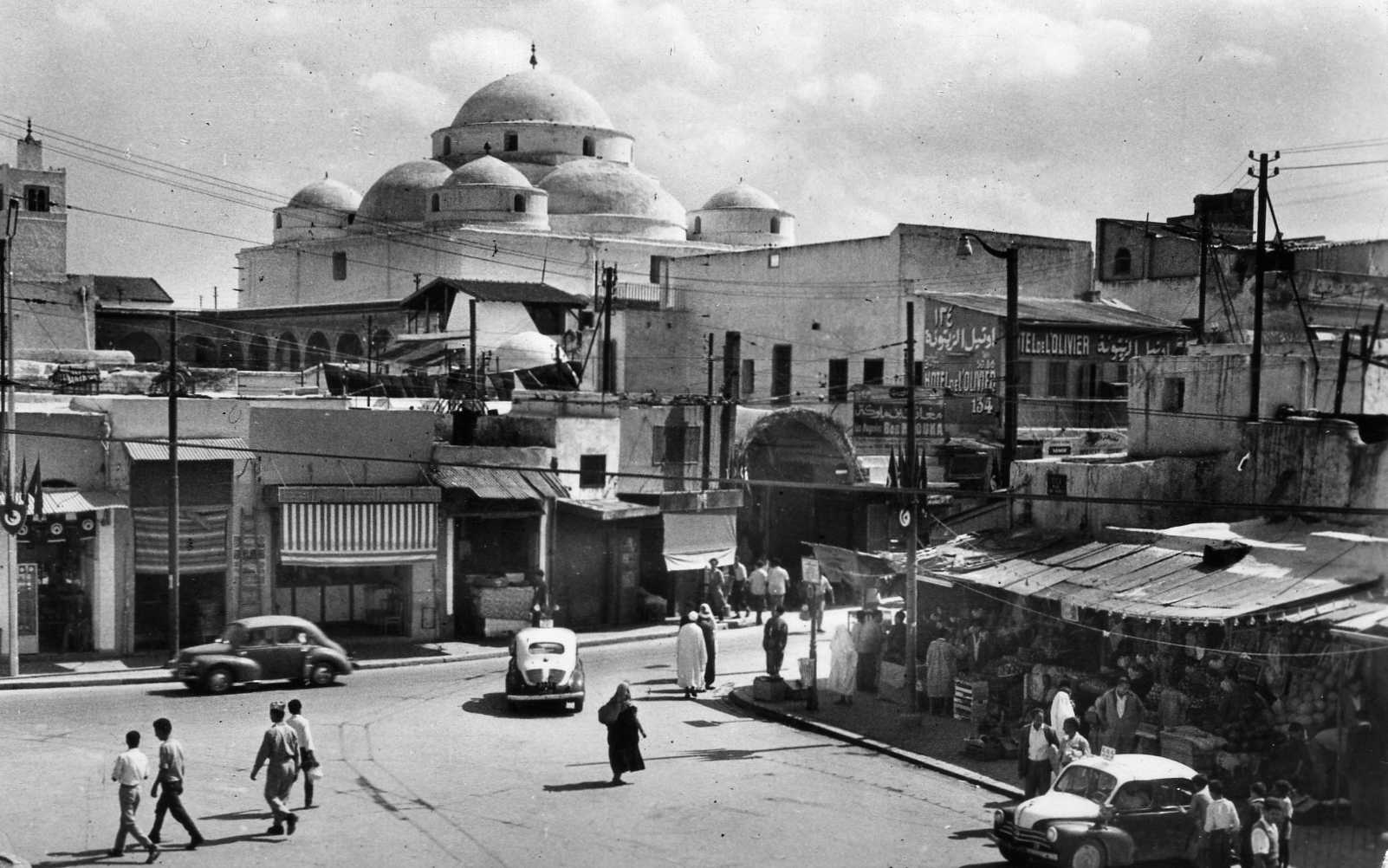
ساحة باب سويقة عام 1963
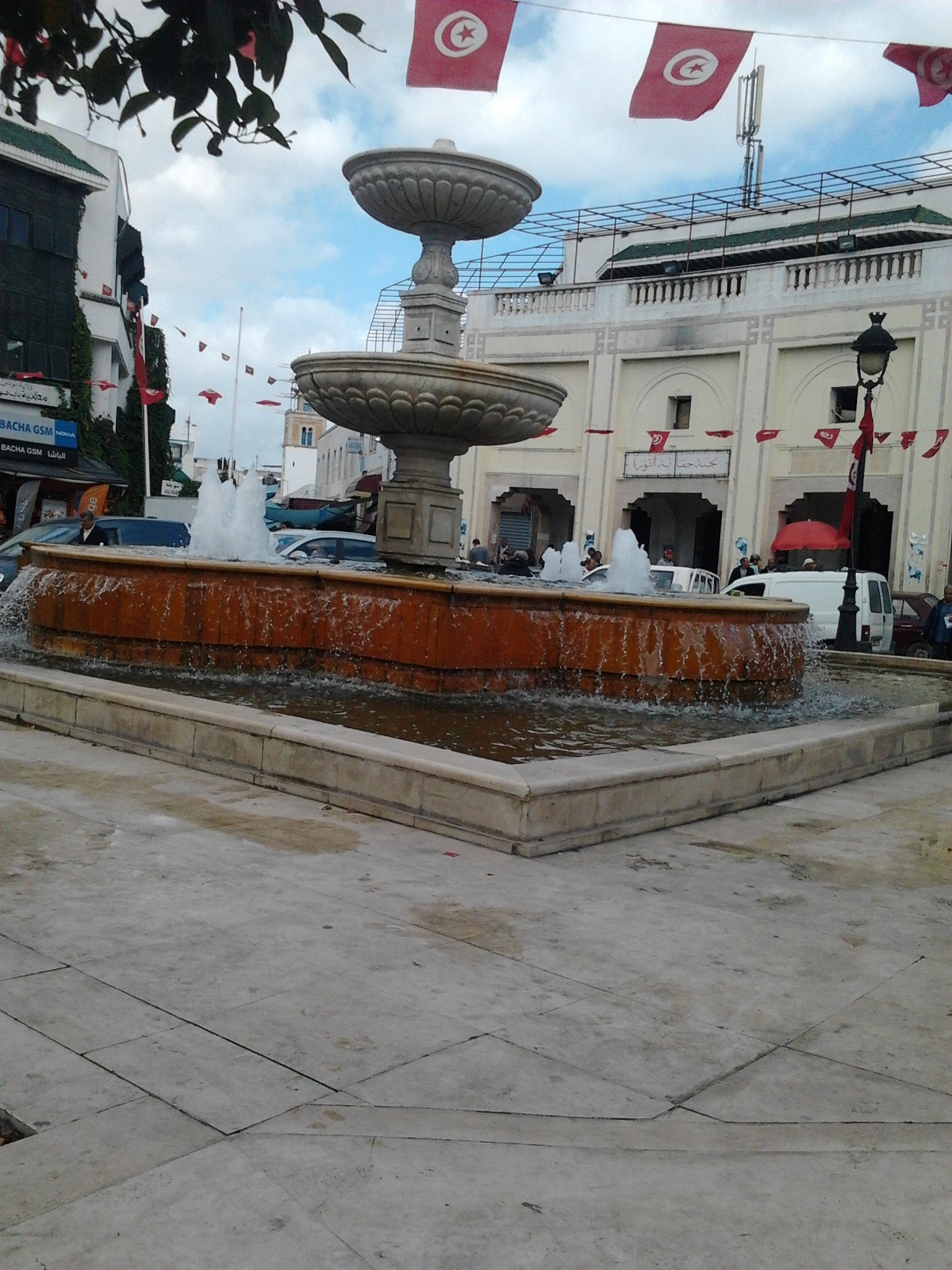
نافورات باب سويقة
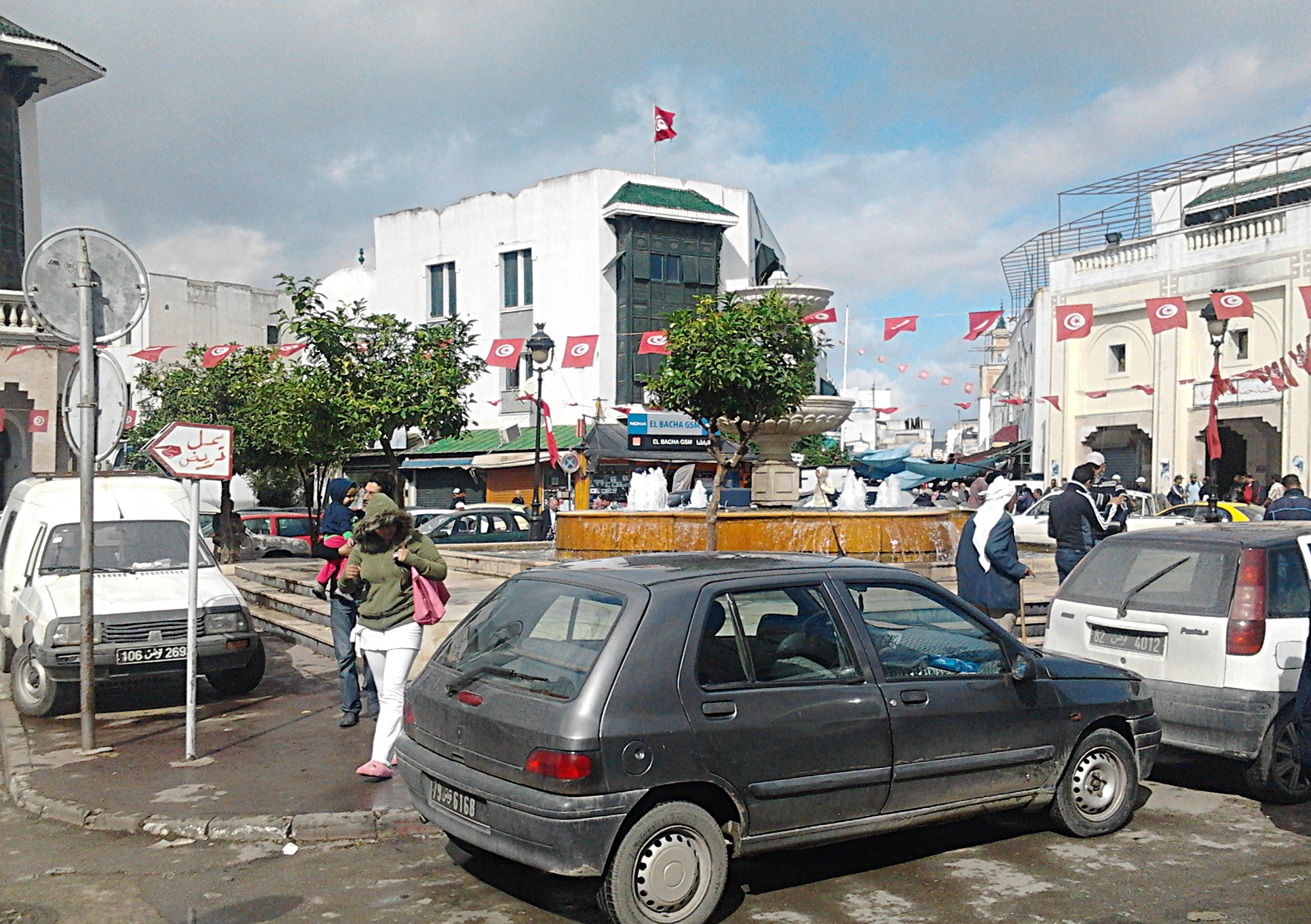
باب سويقة حالياً